# گلدره (کابل)
گلدره (به لاتین: Guldara) یک منطقهٔ مسکونی در افغانستان است که در ولسوالی گلدره واقع شده‌است. گلدره ۳۸٬۰۰۰ نفر جمعیت دارد و ۱٬۷۲۲ متر بالاتر از سطح دریا واقع شده‌است.